# Ора Вајт Хичкок
Ора Вајт Хичкок (Саут Амерст, Масачусетс, 8. март 1796 — Амерст, 26. мај 1863) била је једна од најранијих америчких ботаничких и научних илустратора и уметница, најпознатија по илустровању научних радова свог супруга, геолога Едварда Хичкока (1793–1864), али и значајна за сопствени уметнички и научни рад.

## Биографија
Ора Вајт је рођена у просперитетној фармерској породици (Џариб и Рут Шерман Вајт) у Саут Амерсту, у Масачусетсу. Образовала се код тутора и у две „женске“ школе, показала се као чудо од детета у бројним научним и класичним предметима, а рано је обећавала у цртању и сликању. Од 1813. до 1818. предавала је девојкама природне науке, ликовне и декоративне уметности на Академији Дирфилд. Њено рано школовање ју је утемељило и у науци и у уметности, а названа је „најранија и најчешће објављена жена уметница“ у долини реке Конектикат.
Ора Вајт се 31. маја 1821. удала за геолога Едварда Хичкока, директора Дирфилд академије, министра, професора и трећег председника колеџа Амерст. Орина уметност била је саставни део рада њеног мужа. Направила је стотине илустрација за научне публикације Едварда Хичкока, укључујући детаљне пејзаже долине реке Конектикат за његове томове геолошких истраживања у Масачусетсу и посебно дизајниране карте које су илустровале његова локална открића и његова предавања у учионици. Поред тога, направила је детаљне цртеже аутохтоног цвећа и трава и мале прецизне аквареле малих локалних печурака. Њен рад је временски фокусирана хроника сликовите, ботанички и геолошки разнолике долине реке Конектикат у западном Масачусетсу. Ора Вајт Хичкок, научница сама по себи, имала је савремену репутацију једног од „најугледнијих природњака у долини“.

## Осликани хербаријум
Између 1817. и 1821. Хичкокова и њен муж сакупљали су домаће биљке за конвенционални хербаријум. Истовремено је направила албум акварела на 64 странице са око 175 локалних цветова и трава за свој Herbarium parvum, pictum. Овај осликани хербаријум налази се у архиви Дирфилд академије.
У лето и јесен направила је мали албум акварела са аутохтоним печуркама и лишајевима, Fungi selecti picti. Едвард Хичкок је обележио и каталогизирао узорке. Овај насликани албум налази се у архиви Смит колеџа; факсимил је објавио Смит колеџ, Збирка ретких књига Мортимер.

## Пејзажи и геолошке илустрације
Хичкокова је направила цртеже за више од 200 плоча и 1.000 дрворезбарених илустрација за Едвардове стручне публикације. Теме су укључивале пејзаже, геолошке слојеве, узорке и још много тога. Најпознатије се појављују у основним радовима њеног мужа, Извештају о геологији, минералогији, ботаници и зоологији Масачусетса из 1833. и његовом следећем делу, Финалном извештају из 1841. који је настао када је он био државни геолог. За издање из 1833. Пендлетонова литографија (Бостон) је литографисала девет Ориних цртежа долине реке Конектикат и одштампала их као плоче за дело. Године 1841, Б.В. Тајер и Ко., Литографи (Бостон) штампају ревидиране литографије и додатну плочу. Ручно обојена плоча "Јесењи пејзаж. Поглед на Амерст" је најчешће виђено дело Оре Хичкок.

## Цртежи за предавања учионици
Између 1828. и 1840-их, Хичкокова је направила стотине великих и драматичних дијаграма геолошких пресека, праисторијских звери (попут Мегатеријума), фосила и ихнолошких (касније названих диносауруса) отисака стопала. Копирала је научне илустрације из савремених дела и правила оригиналне илустрације нових идеја или открића свог мужа, попут Ornithichnites (ихнотаксон отиска стопала сисара који је првобитно био класификован као диносаурус), он их је сматрао „неопходним помагалима“ за своја предавања. Архив и специјалне колекције колеџа Амерст имају обимну колекцију дијаграма за предавања у учионици.

## Остали радови
Први документовани Орин објављени цртеж је из чланка њеног супруга из 1818. у часопису Порт Фолио. У ретким приликама стварала је илустрације за друге научнике. Орин последњи документовани рад биле су њене симболичне илустрације за Религијска предавања о посебним феноменима у четири годишња доба, укључујући амблематску представу пролећа и стилизовану дугу.
Хичкокова је подигала шесторо преживеле деце, подучавала их је уметности и науци и била је партнер Едварда Хичкока у његовим научним подухватима. Са супругом је путовала у Сједињене Државе и у Енглеску и Европу (1850). Она је мајка геолога Чарлса Хенрија Хичкока (1836–1919) и пионира физичког васпитања и хигијене Едварда Хичкока млађег (1828–1911).
Едвард је признао суштински допринос своје жене његовом раду у посвети Религије геологије, наводећи њене цртеже као моћније од његовог пера.
Ора Вајт Хичкок је умрла у 67. години 26. маја 1863. од туберкулозе.
Иако није била школовани професионалац, Орин научни интелект и уметничка способност да визуелно опише кључне научне принципе и природне феномене, флору и фауну, омогућили су јој да да значајан допринос разумевању геологије и ботанике у првој половини деветнаестог века. У Сједињеним Америчким Државама.
Иако постоје објављене илустрације, преживео је само мали број Ориних оригиналних дела. Архив и специјалне колекције колеџа Амерст имају најобимнију документацију о њеном животу и раду, у Документима Едварда и Оре Вајт Хичкок и копије свих научних публикација Едварда Хичкока.

## Изложбе
Музеј уметности Мид на колеџу Амерст одржао је прву велику ретроспективну изложбу њених радова 2011. године, „Ора Вајт Хичкок (1796-1863): Жена уметности и науке из Амерста“, са каталогом. Године 2018. у Америчком музеју народне уметности представљена је самостална изложба њених радова под називом Charting the Divine Plan: The Art of Orra White Hitchcock (1796–1863).

## Илустрована главна дела
- Чланак Едварда Хичкока у American Journal of Science
- Едвард Хичкок, Извештај о геологији, минералогији, ботаници и зоологији Масачусетса, (Амерст, Масачусетс: Ј.С. & К. Адамс, 1833).
- Едвард Хичкок, Коначни извештај о геологији, минералогији, ботаници и зоологији Масачусетса, (Амерст, Масачусетс: Ј.С. & К. Адамс; Нортхамптон, Масачусетс: Ј.Х. Батлер, 1841).
- Едвард Хичкок, Скица пејзажа Масачусетса. Са плочама из Геолошког извештаја проф. Хичкока, (Нортхамптон, Мас.: Ј.Х. Батлер, 1842).
- Едвард Хичкок, Религијска предавања о посебним појавама у четири годишња доба, (Амерст, Мас.: Ј.С. & К. Адамс, 1850).